# بورویی
بورویی، روستایی در دهستان بم‌پشت بخش بم‌پشت شهرستان سراوان در استان سیستان و بلوچستان ایران است.

## جمعیت
بر پایه سرشماری عمومی نفوس و مسکن در سال ۱۳۹۵، جمعیت این روستا برابر با ۵۱۴ نفر (۱۳۴ خانوار) بوده‌است.